# Cantó de Bron
El cantó de Bron era una divisió administrativa francesa del departament del Roine. Comptava amb el municipi de Bron. Va existir de 1964 a 2014.

## Municipis
- 1964 - 1973 : Bron, Vaulx-en-Velin, Vénissieux
- 1973 - 1982 : Bron, Vaulx-en-Velin
- 1982 - 2014 : Bron

| Data d'elecció | Identitat          | Partit | Qualitat |
| -------------- | ------------------ | ------ | -------- |
| 1964-1973      | Marcel Houël       | PCF    |          |
| 1973-1982      | Jean Capiévic      | PCF    |          |
| 1982-1988      | Vincent Guittard   | UDF    |          |
| 1988-1994      | André Sousi        | PS     |          |
| 1994-2001      | Jacqueline Rambaud | RPR    |          |
| 2001-2014      | Annie Guillemot    | PS     |          |